# Metimna

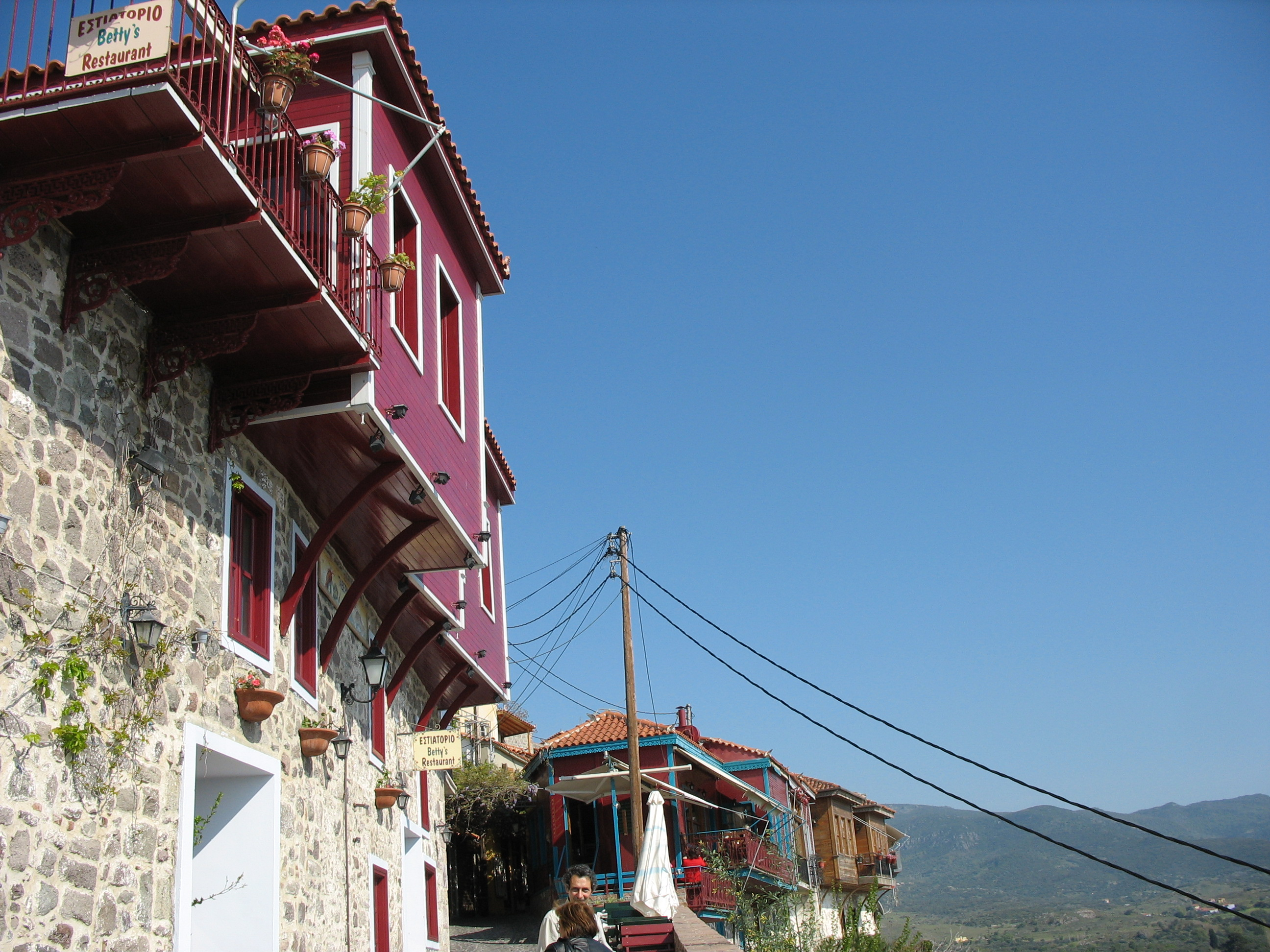
Metimna

Metimna (en grec antic: Μήθυμνα, llatí: Methymna; a les monedes, Μέθυμνα o Μάθυμνα) era una ciutat de Lesbos, la més important després de Mitilene. Era al nord de l'illa, a la costa enfront de la ciutat d'Assos, a Mísia, de la que la separava un canal de 60 estadis, diu Estrabó.
Una tradició deia que la ciutat la va fundar Metimna, una de les filles de Màcar, un dels Helíades, que es va casar amb l'heroi Lesbos, que al seu torn va donar nom a l'illa. Màcar va tenir una altra filla, Mitilene, que va donar nom a la ciutat de Mitilene.
En època molt matinera va conquerir Arisbe o Arisba, una de les altres ciutats de l'illa, i va convertir als seus ciutadans en esclaus segons explica Heròdot. El seu territori era veí del de Mitilene, i això podria explicar la competició que des d'antic es va establir entre les dues ciutats. El poder de Mitilene era molt més gran, però Metimna va tenir èpoques de més prosperitat.
Quan les ciutats de l'illa es van revoltar contra Atenes al final de la guerra del Peloponnès, Metimna no les va seguir i va quedar exceptuada del càstig que va caure sobretot sobre Mitilene, diu Tucídides. En lloc de pagar tribut, la ciutat va conservar un antic privilegi i donava a Atenes un contingent naval.
Després de la batalla naval de les Arginuses, Metimna va caure en mans dels espartans i la conducta magnànima de Cal·licràtides cap a la ciutat va mostrar el contrast amb la dels atenencs quan Mitilene i altres ciutats s'havien revoltat, explica Xenofont.
A partir de la meitat del segle iv aC va començar a decaure i progressivament desapareix de la història. L'any 154 aC encara es menciona en un tractat entre Roma, Pèrgam i Bitínia, i sembla que llavors els habitants d'Antissa van ser obligats a abandonar la seva ciutat i traslladar-se a Metimna, diuen Titus Livi i Plini el Vell.
No es coneix cap descripció de l'antiga ciutat, però se sap que tenia un bon port. Els poetes llatins (Virgili, Ovidi i Horaci) alaben les bondats i l'excel·lència del seu vi, i Ateneu de Nàucratis diu que un vi dolç que produïa l'illa tenia la qualitat de εὐστόμαχος (digestiu, bo per la salut) i descriu l'efecte medicinal dels vins de Lesbos. Plini el Vell diu que el vi tenia un cert gust salat, i sembla que això era un mèrit. Pausànias parla d'uns pescadors de Metimna que van trobar enganxada a les seves xarxes una estàtua de fusta amb aparença divina. Van preguntar a la Pítia quin déu o quin heroi era aquell, i va respondre que veneressin a Dionís. Els habitants de Metimna van guardar la imatge de fusta, que després va ser molt venerada, i van enviar una còpia en bronze a l'oracle de Delfos.
A l'època cristiana era seu d'un bisbat i el 1084 tenia el títol de seu metropolitana. S'esmenta com a lloc de resistència als turcs al segle xii i al segle xv. Va passar als otomans el 1462 que en van fer seu d'un kaza del sanjaq de Metelin (Mitilene) de la wilaya de Rodes. A la ciutat hi van néixer el poeta i músic Aríon de Lesbos i potser també de l'historiador Mirsil, que va escriure una història de Lesbos.
El seu nom modern sota els otomans era Molivo i actualment torna a existir sota el nom de Metimna, capçalera d'una municipalitat de la prefectura de Lesbos. Va tornar a Grècia amb l'illa de Lesbos el 1913 i el 1914 va ser annexionada.